# NGC 465
NGC 465 è un ammasso aperto situato nella costellazione del Tucano, all'interno delle Nubi di Magellano.
Fu scoperto nel 1826 da James Dunlop.